# Eddie Adams

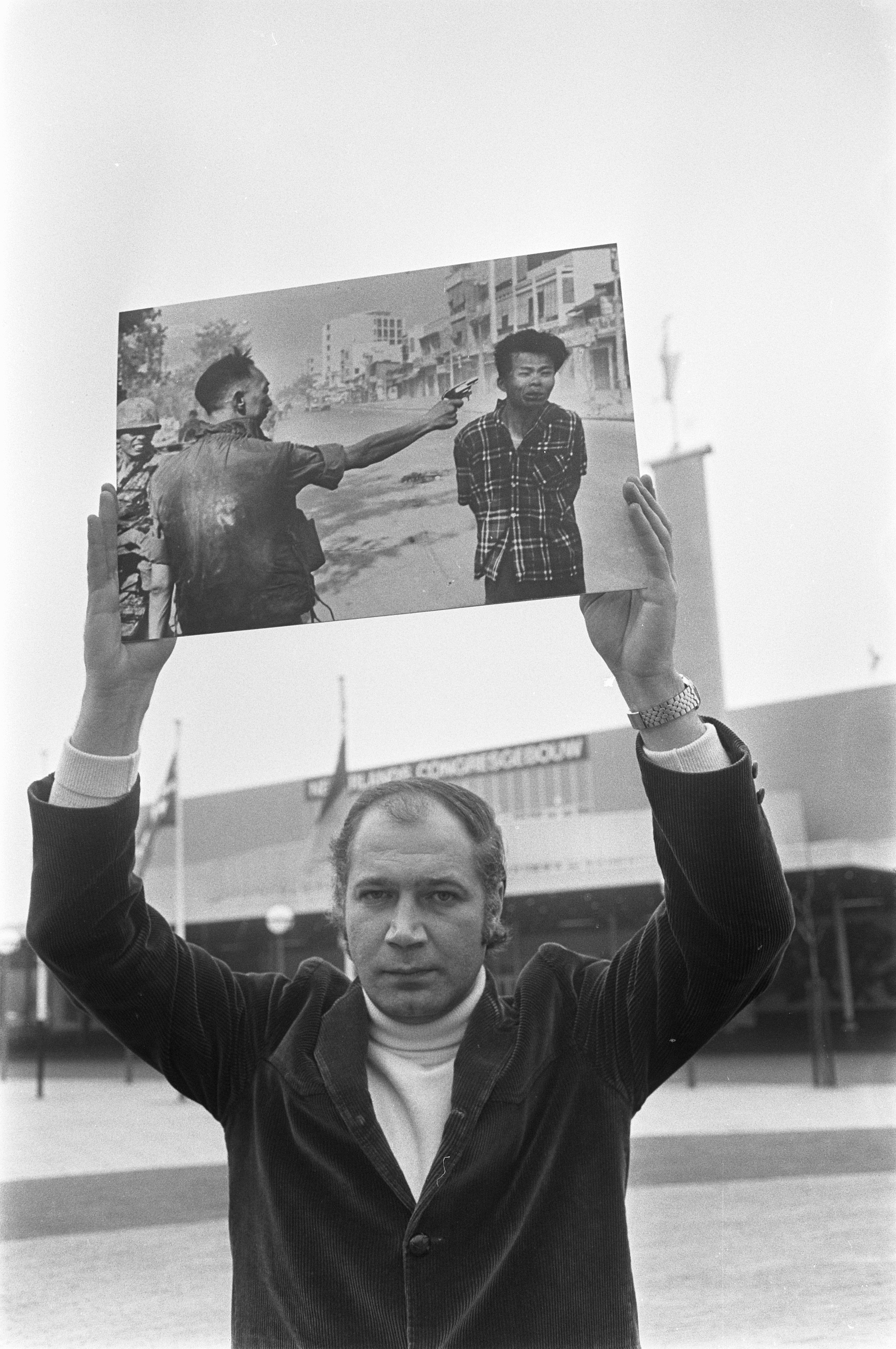
Autor se svojí nejznámější fotografií

Eddie Adams (12. června 1933 New Kensington, Pensylvánie, USA – 18. září 2004) byl americký fotograf a fotožurnalista známý portréty osobností a politiků a dokumentováním třinácti válek. Nejznámější je jeho fotografie popravy vojáka Vietkongu, se kterou v roce 1969 vyhrál Pulitzerovu cenu. Adams bydlel v Bogotě v New Jersey.

## Životopis
Edward Thomas Adams se narodil 12. června 1933 v New Kensingtonu v Pensylvánii. V roce 1951 během korejské války vstoupil do námořního sboru Spojených států jako válečný fotograf. Jedním z jeho úkolů bylo bezprostředně po válce fotografovat celou demilitarizovanou zónu od jednoho konce k druhému.

### Pulitzerova cena
Během fotografování vietnamské války pro Associated Press pořídil svou nejznámější fotografii, na které policejní šéf generál Nguyễn Ngọc Loan, pistolí popravuje Nguyễna Văna Léma, zajatce Vietkongu. Scéna se udála na saigonské ulici 1. února 1968, během úvodních fází ofenzívy Tet.
Adams v roce 1969 za snímek získal Pulitzerovu cenu Spot News Photography a cenu World Press Photo. Spisovatel a kritik David D. Perlmutter poukázal na to, že „žádné filmové záběry nezpůsobily tolik škody jako 35mm snímek fotografa AP Eddieho Adamse na saigonské ulici... Kdykoliv lidé mluví nebo píší o ofenzívě Tet, věnují Eddie Adamsovi alespoň jednu větu (často s ilustrací).“
Redaktoři The New York Times očekávali dopad Adamsovy fotografie na veřejné mínění a tak hledali pokus o rovnováhu. John G. Morris ve svých pamětech vzpomíná, že pomocný vedoucí redaktor Theodore M. Bernstein „rozhodl, že brutalita projevená americkým spojencem musí být dána do perspektivy a souhlasil s tím, že Adamsovu fotografii otisknou velkou, ale vyváží ji s obrázkem dítěte zabitého Vietcongem, který téměř bez povšimnutí přišel z AP přibližně ve stejnou dobu.“ Přesto to byla Adamsova fotografie, kterou si lidé budou pamatovat, zatímco druhý snímek byl přehlížen a brzy upadl do zapomnění.
V knize Regarding the Pain of Others (2003) byla její autorka Susan Sontagová rozrušena tím, jak sám Loan inscenuje exekuci veřejně na ulici před objektivy fotožurnalistů. Napsala, že „by závěrečnou popravu nevykonal, kdyby tam [novináři] nebyli jako svědkové a nepostavil by se takto s vězněm před jejich fotoaparáty z profilu.
Na druhou stranu však Donald Winslow z New York Times citoval Adamse, který snímek popsal jako „reflexní fotografii“ a „nebyl si jistý tím, co vyfotografoval, dokud nevyvolá film“. Winslow dále poznamenal, že Adams „chtěl, abych pochopil, že Poprava v Saigonu nebyla jeho nejdůležitější fotografií, a že nechtěl, aby začal jeho nekrolog“.
Adams později dopadu fotografie litoval.
O Loanovi a jeho fotografii, Adams psal v magazínu Time v roce 1998:
Na této fotografii zemřeli dva lidé: příjemce kulky a generál Nguyen Ngoc Loan. Generál zabil Vietkonga a generála jsem zabil fotoaparátem já. Fotografie jsou stále nejsilnějšími zbraněmi na světě. Lidé jim věří, ale fotografie lžou, a to i bez manipulace. Jsou to jen polopravdy. ... Fotografie neříká: „Co byste dělali Vy, kdybyste v té době byli generálem na tom místě a v ten horký den a chytili byste takzvaného zlého chlapa poté, co odfouknul jednoho, dva nebo tři Američany?“ ... Tato fotografie opravdu zkazila jeho život. Nikdy mě neobviňoval. Řekl mi, že kdybych tu fotografii neudělal já, udělal by ji někdo jiný, ale dlouho jsem se kvůli němu a jeho rodině cítil špatně. ... Když jsem zaslechl, že zemřel, tak jsem poslal květiny a napsal: „Je mi to líto. V očích mám slzy.“
Eddie Adams
Loan se přestěhoval do Spojených států a v roce 1978 došlo k neúspěšnému pokusu o zrušení jeho trvalého pobytu (zelené karty). Adams Loana obhajoval, když se americká vláda na základě fotografie pokusila o jeho deportaci, a osobně se Loanovi a jeho rodině omluvil za nenapravitelnou škodu, kterou kvůli fotografii utrpěl. Když Loan zemřel, Adams ho chválil jako „hrdinu“ z „prosté příčiny“. V televizním pořadu War Stories with Oliver North Adams označil Loana jako „zatraceného hrdinu“.
Jednou Adams řekl: „Raději bych byl známý sérií fotografií osmačtyřiceti vietnamských uprchlíků, kterým se podařilo doplavit do Thajska na desetimetrové lodi, kterou thajští mariňáci odtáhli zpět na otevřené moře.“ Fotografie a doprovodné zprávy pomohly přesvědčit tehdejšího prezidenta Jimmyho Cartera k udělení azylu pro téměř 200 000 vietnamských lidí z loděk. V roce 1977 získal Zlatou medaili Roberta Capy z Overseas Press Club za tuto sérii fotografií vydané v eseji The Boat of No Smiles (Loď bez úsměvu, vyd. AP). Adams poznamenal: „Bylo to dobré a nikdo se nezranil.“
Dne 22. října 2009 dala společnost Swann Galleries do dražby Adamsovu fotografii Loana a Léma. Byla vytištěna v 80. letech a byla darem Adamsova syna. Prodala se za 43 200 amerických dolarů.

### Workshopy
V roce 1988 Adams zahájil fotožurnalistickou dílnu Eddie Adams Workshop (také známou jako Barnstorm). V roce 2017 oslavil tento workshop třicet let.

### Ocenění
Spolu s Pulitzerovou cenou získal Adams více než 500 ocenění, včetně ceny George Polka za zpravodajskou fotografii v letech 1968, 1977 a 1978, World Press Photo při 14 příležitostech a četná ocenění od National Press Photographers, Sigma Delta Chi, Overseas Press Club a mnoha dalších organizací.

## Smrt
Eddie Adams zemřel 19. září 2004 v New Yorku ve věku 71 let na komplikace amyotropní laterální sklerózy (ALS).
V roce 2009 darovala jeho ovdovělá žena Adamsův fotografický archiv Texaské univerzitě v Austinu.

## Osobní život
Byl ženatý se spisovatelkou Alyssou Adams.

## Publikace
- Eddie Adams: Vietnam. New York City: Umbrage, 2008. Autorka a editorka: Alyssa Adams. ISBN 978-1884167966.
- Eddie Adams: Bigger than the Frame. Austin, Texas: University of Texas Press, 2017. Autor: Eddie Adams. ISBN 978-1-4773-1185-1. Předmluva: Don Carleton, Alyssa Adams, esej: Anne Wilkes Tucker.

## Film o Adamsovi
- An Unlikely Weapon (2009) – dokumentární film režisérky Susan Morgan Cooper a vyprávěný Kieferem Sutherlandem.[33]